# Prawo umieralności Weibulla
Prawo umieralności Weibulla – teoretyczny model umieralności w populacji stworzony w 1939 r. na potrzeby nauk aktuarialnych przez szwedzkiego inżyniera i matematyka Ernsta Hjalmara Waloddi Weibulla. Zaproponował on użycie funkcji wielomianowej do modelowania natężenia wymierania.
{\displaystyle \mu _{x+t}=k(x+t)^{n},\quad k>0,n>1,t>0.}